# Left in the Dark
Albums de Tarja Turunen
Colours in the Dark
(2013) Ave Maria – En Plein Air
(2015)
Lest in the Dark est le deuxième EP de la chanteuse finlandaise Tarja Turunen et est sortie le 4 juillet 2014. L'EP présente des versions alternatives de certains morceaux de l'album Colours in the Dark et une version studio de la chanson Into the Sun, existant jusque là sous format live grâce au concert Act I. Pour illustrer l'EP, Turunen a lancé une compétition auprès de ses fans pour réaliser les meilleurs artworks ; seuls cinq d'entre eux ont été sélectionnés. 

## Liste des pistes
| 1.    | Victim of Ritual (First demo)          | 4:45 |
| 2.    | 500 Letters (Live At Vorterix Radio)   | 3:36 |
| 3.    | Lucid Dreamer (Demo)                   | 5:23 |
| 4.    | Never Enough (Demo progression)        | 4:04 |
| 5.    | Mystique Voyage (Demo)                 | 6:36 |
| 6.    | Into The Sun (Studio version)          | 6:11 |
| 7.    | Deliverance (Instrumental)             | 7:41 |
| 8.    | Neverlight (Full Orchestra Version)    | 4:29 |
| 9.    | Until Silence (Live At Vorterix Radio) | 4:18 |
| 10.   | Medusa (Tarja’s Solo Version)          | 8:12 |
| 55:15 |                                        |      |